# Tether
Tether (vaak aangeduid met valutacodes USD₮ en USDT) is een cryptocurrency stablecoin.
Het werd gelanceerd door het bedrijf Tether Limited Inc. in 2014. Tether Limited is eigendom van het in Hong Kong gevestigde bedrijf iFinex Inc., dat ook eigenaar is van de Bitfinex cryptovalutabeurs.
Vanaf juli 2022 heeft Tether Limited de USDT stablecoin gelanceerd op tien protocollen en blockchains. Tether wordt beschreven als een stablecoin omdat het een constante waarde van 1 dollar aan moet houden. Tether Limited heeft dan ook verklaard dat zij 1 dollar aan reserves aanhoudt voor elke USDT die zij middels een smartcontract aanmaken. Tether heeft echter meermaals boetes gekregen van toezichthouders omdat het zij niet in staat was te kunnen laten zien dat zij dit daadwerkelijk ook doet.

## Controversus
Op 20 november 2018 meldde Bloomberg dat Amerikaanse aanklagers onderzoeken of het bedrijf Tether haar reserves heeft gebruikt om de prijs van Bitcoin te manipuleren.
Op 25 oktober 2024 kwam naar buiten dat het Amerikaanse Openbaar Ministerie het bedrijf onderzoeken wegens witwassen en sanctie overtredingen.